# Ctenichneumon infuscatus
Ctenichneumon infuscatus är en stekelart som först beskrevs av Berthoumieu 1894.  Ctenichneumon infuscatus ingår i släktet Ctenichneumon och familjen brokparasitsteklar.

## Underarter
Arten delas in i följande underarter:
- C. i. bequaerti
- C. i. nigrifemur
- C. i. nigriventris